# Vodík-deuteriová výměna
Vodík-deuteriová (H/D) výměna ve spojení s hmotnostní spektrometrií představuje metodu vhodnou k detekci dynamických strukturních změn proteinů.

## Výměna vodíků
Výměnu proteinových vodíků za vodíky z okolního roztoku v roce 1954 poprvé popsali Linderstrom-Lang a Hvidt . K této výměně dochází neustále a to u všech typů proteinů, ale ne všechny vodíky jsou vyměňovány stejnou rychlostí. Vodíky na postranních řetězcích aminokyselin se vyměňují vysokou rychlostí a nejsou tudíž pro měření vhodné. Na druhou stranu vodíky vázané na uhlících se téměř nevyměňují a také nejsou pro měření vhodné. Ideální pro měření jsou vodíky vázané v amidové skupině hlavního proteinového řetězce, které se vyskytují u všech aminokyselin kromě prolinu . Tyto vodíky se podílejí na tvorbě vodíkových můstků a tím i na tvorbě sekundární a terciární struktury.
Rychlost výměny vodíků je závislá na pH, teplotě, přístupu rozpouštědla a přítomnosti intramolekulárních i intermolekulárních vodíkových můstků. U jednotlivých vodíků amidových skupin se rychlost výměny může lišit až o osm řádů v závislosti na prostředí a přítomnosti vodíkových vazeb . Samotná výměna vodíku je nedetekovatelná, proto se ke značení využívají izotopy vodíku, které mají vyšší molekulovou hmotnost. V prvních pokusech se ke značení používalo tritium  , ale později se přešlo na používání stabilnějšího deuteria . Díky přibližně dvojnásobné molekulové hmotnosti deuteria oproti vodíku se jeho inkorporací do proteinu zvýší i molekulová hmotnost daného proteinu. Toto zvýšení odpovídá množství inkorporovaného deuteria a lze ho měřit hmotnostním spektrometrem.

## Průběh analýzy
Analýza se skládá z několika kroků. Nejprve je protein inkubován v pufru s D2O (těžkou vodou) a následně změnou podmínek je reakce ve stanovených časových intervalech zastavována. Dalším krokem je enzymatické štěpení proteinu s inkorporovaným deuteriem. Takto vzniklé peptidy jsou chromatograﬁcky rozdělovány a analyzovány v hmotnostním spektrometru.

### Spuštění reakce
Standardní postup značení probíhá přidáním pufru s D2O k roztoku proteinu za fyziologického pH a pokojové teploty. Změnou vstupních podmínek, jako je pH, složení roztoku či přítomnost ligandu, se mění i množství inkorporovaného deuteria, které odpovídá aktuální strukturní konformaci proteinu. Pro každou ze vstupních podmínek je deuterace provedena v několika různých časových intervalech. Porovnáním výsledků je možné určit, které části proteinu se nacházejí na povrchu (mají vysokou hodnotu deuterace již v krátkých časových intervalech) a které části jsou vodíkovými můstky před výměnou chráněny.

### Zastavení reakce
Reakce výměny vodíků za deuteria je zastavována v přesně definovaných časech a to snížením pH na hodnotu 2,1 a současně snížením teploty na 0 °C  . V tomto kroku dochází ke snížení rychlosti výměny vodíků a také k denaturaci proteiu, která ulehčuje následující štěpení proteázami . Další kroky analýzy probíhají v pufrech již bez obsahu deuteria, kdy se zvyšuje pravděpodobnost ztráty inkorporovaného deuteria zpětnou výměnou s vodíky v prostředí. Pro minimalizaci zpětné výměny je nutné nadále udržovat teplotu 0 °C, kdy je poločas vodíkové výměny u nesbaleného proteinu přibližně 1h. To znamená, že plně deuterovaný protein vystavený 100% H2O vymění zpět za vodíky polovinu svých deuterií během jedné hodiny.V tento moment je možné značený protein uchovat pro další analýzu zmražením na -80 °C po nezbytně krátkou dobu.

### Štěpení proteinu
V dalším kroku je deuterovaný protein podroben proteolytickému štěpení za vzniku směsi peptidů. Kvůli nízkému pH a nízké teplotě nemohou být použity standardně využívané proteázy, jako jsou například trypsin, chymotrypsin a další. Z těchto důvodů je jedním z vhodných a často používaných enzymů pepsin. Volbou proteolytického enzymu můžeme ovlivnit rozlišení analýzy.

### HPLC-MS analýza
Peptidy jsou následně separovány pomocí vysokoúčinné kapalinové chromatografie na koloně s reverzní fází a měřeny hmotnostním spektrometrem s vysokým rozlišením.